# Walter Riester

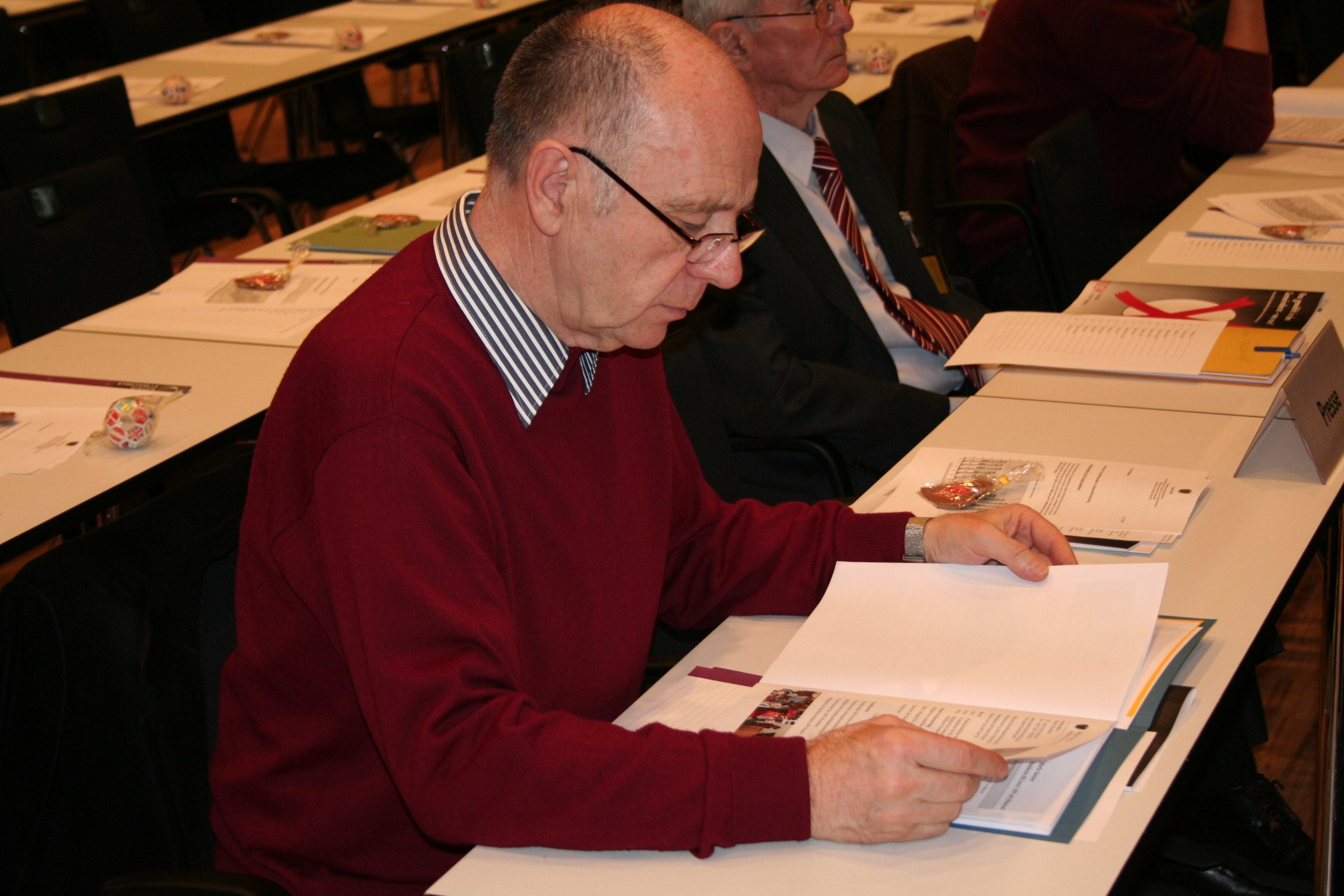
Walter Riester (2009)

Walter Riester (* 27. September 1943 in Kaufbeuren) ist ein deutscher Politiker der SPD. Er war von 1998 bis 2002 Bundesminister für Arbeit und Sozialordnung.

## Leben und Beruf
Nach dem Besuch der Volksschule absolvierte Riester von 1957 bis 1960 eine Ausbildung zum Fliesenleger. Danach leistete er seinen Grundwehrdienst bei der Pioniertruppe ab, stellte aber einen Monat vor Ende seiner Dienstzeit einen Antrag auf Kriegsdienstverweigerung. Als Fliesenleger war er bis 1969 tätig und legte 1969 die Meisterprüfung ab. Er besuchte danach bis 1970 die Akademie der Arbeit in Frankfurt am Main und war anschließend bis 1977 als Jugendsekretär beim DGB-Landesbezirk Baden-Württemberg tätig. 1977 wechselte er zur IG-Metall-Verwaltungsstelle Geislingen an der Steige, wo er bis 1978 Sekretär und bis 1979 als 2. Bevollmächtigter tätig war. Danach war Riester von 1980 bis 1988 Bezirkssekretär beim IG Metall Bezirk Baden-Württemberg, bis er 1988 die Nachfolge von Ernst Eisenmann als Bezirksleiter der IG Metall Baden-Württemberg antrat. Von 1993 bis 1998 war er Zweiter Vorsitzender der IG Metall.
Zwischen 1976 und 1998 war er zudem Aufsichtsratsmitglied verschiedener deutscher Unternehmen (Bosch, Daimler-Chrysler, Thyssen, Audi, Rheinmetall, Heidelberger Druckmaschinen, WMF).
Neben seiner Tätigkeit als Bundestagsabgeordneter trat er als Referent bei verschiedensten Unternehmen der Finanzdienstleistungsbranche in Erscheinung und ist Aufsichtsratsmitglied von ArcelorMittal Bremen. Zum 1. Oktober 2009 wurde Walter Riester Aufsichtsrat des Finanzdienstleisters Union Asset Management Holding. Die geschäftlichen Verbindungen Riesters (und Bert Rürups) zum Finanzdienstleister AWD kritisierte Transparency International als „Beispiel für politische Korruption“.
Walter Riester ist verheiratet und hat zwei Kinder.

## Partei
Riester trat 1966 in die SPD ein und gehörte von 1988 bis 2005 dem Bundesparteivorstand an.

## Abgeordneter
Von 2002 bis 2009 war er Mitglied des Deutschen Bundestages. Hier war er von November 2005 bis Oktober 2009 stellvertretender Sprecher der Arbeitsgruppe Wirtschaftliche Zusammenarbeit und Entwicklung der SPD-Bundestagsfraktion. Er galt jahrelang als Bundestagsabgeordneter mit den höchsten Nebeneinkünften.
Walter Riester vertrat den mit dem Landkreis Göppingen deckungsgleichen Wahlkreis Göppingen und zog stets über die Landesliste Baden-Württemberg in den Bundestag ein. Bei der Bundestagswahl 2009 kandidierte er nicht erneut.

## Öffentliche Ämter
Am 27. Oktober 1998 wurde er als Bundesminister für Arbeit und Sozialordnung in die von Bundeskanzler Gerhard Schröder geführte Bundesregierung berufen. Mit seinem Namen eng verknüpft ist die in seiner Amtszeit geschaffene sogenannte Riester-Rente, eine staatlich bezuschusste private Altersvorsorge, die er gegen den Rat von Winfried Schmähl einführte.
Nach der Bundestagswahl 2002 wurde sein Ministerium aufgelöst. Es ging nun im Bundesministerium für Wirtschaft und Arbeit bzw. im Bundesministerium für Gesundheit und Soziale Sicherung auf. Walter Riester schied daher am 22. Oktober 2002 aus der Bundesregierung aus.

## Ehrungen
- 2005: Verdienstmedaille des Landes Baden-Württemberg
- 2005: Hans-Böckler-Preis der Stadt Köln
- 2009: Verdienstkreuz 1. Klasse der Bundesrepublik Deutschland[16]
- 2010: Preis Soziale Marktwirtschaft der Konrad-Adenauer-Stiftung[17]

## Kabinett
- Kabinett Schröder I